# Máriássy János

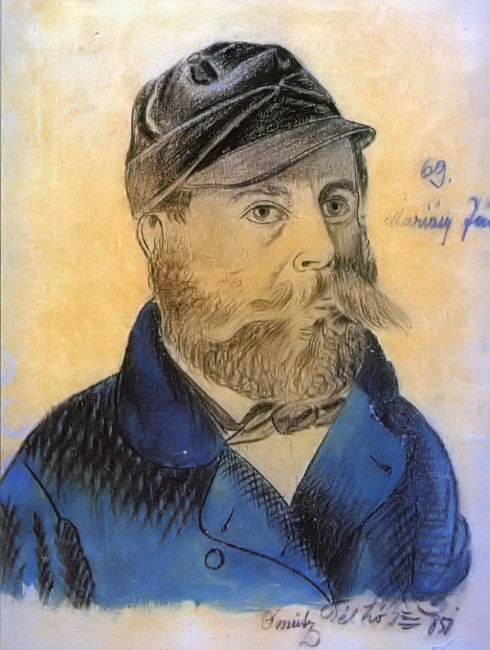
Máriássy János (Berzsenyi Lénárdnak az olmützi börtönben róla készített egyik rajza

Márkus- és batizfalvi báró Máriássy János (Igló, 1822. június 23. – Budapest, 1905. január 24.) honvédezredes, a magyar királyi honvédség altábornagya.

## Életpályája
1840-ben lépett a császári hadsereg 60. (Wasa) gyalogezredébe hadapródként. 1842-től a magyar királyi nemesi testőrségben szolgált, majd 1847-től a 2. (Sándor) gyalogezred főhadnagya lett. 1848 júniusában került át a honvédség állományába, először főhadnagyként az 5., majd századosként a 2. zászlóaljba. Részt vett az 1848. nyári délvidéki harcokban.
Augusztus végén őrnaggyá léptették elő és a tiszántúli önkéntes mozgó nemzetőrség aradi táborának parancsnokává nevezték ki. Az október 3-ai királyi manifesztumot követően az aradi vár kétezer fős őrsége Johann Berger altábornagy vezetésével megtagadta az engedelmességet a magyar kormánynak, és átállt a császáriak oldalára. Az aradi nemzetőr tábor ostromló haddá alakult át. Az alezredessé előléptetett Máriássy parancsnoksága alatt álló, mintegy ötezer fős magyar sereg október végére teljes ostromzár alá vette a várat. A császári hadvezetés a vár élelmiszerrel és lőszerrel való ellátása céljából Temesvárról egy különítményt indított útnak, amely november 14-én Lippánál összecsapott Máriássy egyik dandárjával. Az ütközet magyar vereséggel végződött, és a császári dandárnak sikerült a szállítmányt bejuttatni a várba. December 3-án a magyar csapatok éjszakai támadást indítottak a vár ellen, de jelentős veszteségeket szenvedtek, és a várat nem sikerült bevenniük. December 14-én egy császári hadoszlop ismét áttörte az ostromzárat, és a védőket hónapokra elegendő készlettel látta el. Máriássyt ekkor felmentették beosztásából. Utóda Gaál Miklós honvéd ezredes lett.
1849 januárjától hadosztályparancsnokká nevezték ki a Klapka György parancsnoksága alatt újjászervezett felső-tiszai hadseregben. Egységével február 24-én Pétervására mellett rajtaütött Franz von Schlik altábornagy egyik egységén, amely jelentős veszteséget szenvedett. A kápolnai csatában az ő csapatai védték Kápolnát, míg február 27-én a Franz Wyss vezette császári csapatok visszavonulásra nem kényszerítették.
A tavaszi hadjárat alatt betegszabadságon volt, az I. hadtestbe beosztott hadosztályának parancsnokságát Buda ostroma alatt vette át ismét. Döntő szerepet játszott a vár május 21-ei bevételében. Csapatai élén ő tört be először a várba a Krisztinaváros felőli oldalon. Jutalmul ezredessé léptették elő és megkapta a Magyar Katonai Érdemrend III. osztályát. Részt vett a Vág melletti harcokban, majd a második komáromi és a július 27-ei váci csatában. Az augusztus 2-ai debreceni ütközetben csapataival ő fedezte a magyar sereg visszavonulását. Augusztus 10-én ismét Schlik altábornagy csapatai ellen harcolt a németság-újsági ütközetben.
A világosi fegyverletétel után Aradon előbb halálra ítélték. Az ítéletet Haynau tizennyolc év várfogságra változtatta. Aradon, majd Olmützben raboskodott. 1856-ban kapott kegyelmet. 1861-ben az iglói kerület országgyűlési képviselőjévé választották. 1869-ben az újonnan alakult magyar királyi honvédségben ezredesi rendfokozatban a kassai honvédkerület parancsnokává nevezték ki. 1871-ben vezérőrnaggyá, 1879-ben altábornaggyá léptették elő. 1887-ben vonult nyugalomba. 1888-ban bárói címet kapott, és a főrendiház tagja lett. Az 1890-es évek elején megírta emlékiratait „Visszaemlékezések az 1848–49. évi szabadságharc alatt végzett szolgálataimra” címmel.